# Beirut-Reaktion
Die Beirut-Reaktion (auch Haddadin-Issidorides-Reaktion) ist eine Namensreaktion in der Organischen Chemie, welche 1965 erstmals von Makhluf Haddadin und Costas Issidorides beschrieben wurde. Meistens wird der Name Beirut-Reaktion verwendet, welcher auf dem Namen der Stadt Beirut basiert, dem Ort der Entdeckung der Reaktion. Bei der Reaktion werden Chinoxalin-N,N'-dioxide, also heterocyclische Verbindungen, synthetisiert. Dies geschieht über eine Cycloaddition zwischen einem Benzofuroxan mit Dienen, Enaminen, Enolaten, α,β-ungesättigten Ketonen oder 1,3-Dinitrilen.

## Übersichtsreaktion
Bei der Beirut-Reaktion reagieren Benzofuroxane (z. B. Benzofuroxan-N-oxid) 1 mit dem hier beispielhaft dargestellten Enolation 2 zu Chinoxalin-N,N'-dioxiden 3. Bei der Verbindung 2 können verschiedenste organische Reste (z. B. Alkyl-, Amid-, Aryl-, Carboxylat- oder Cyanidgruppen) verwendet werden. Anstelle des Sauerstoffatoms kann außerdem ein tertiäres Amin stehen. Als Katalysator dient üblicherweise eine Base wie z. B. Triethylamin oder Ethanolate.

## Reaktionsmechanismus
Es gibt mehrere Vorschläge bezüglich des Reaktionsmechanismus der Beirut-Reaktion. Ihnen gemeinsam ist der erste Schritt, in welchem eine nukleophile Addition des Enolations 2 an das elektrophile Stickstoffatom des Benzofuroxans 1 abläuft. Lima und do Amaral gehen im Folgenden davon aus, dass zunächst eine Protonierung stattfindet, die zur Bildung der Verbindung 3 führt. Der Ringschluss zu Verbindung 4 erfolgt, indem eine Verbindung vom Stickstoff der Aminhydroxidgruppe an die Carbonylgruppe geknüpft wird. Dem folgt eine β-Eliminierung von Wasser unter Bildung des Chinoxalin-N,N'-dioxids 5.

## Anwendung
Die Beirut-Reaktion ist eine wichtige Möglichkeit, um heterocyclische, aromatische Verbindungen mit Aminoxidgruppen zu synthetisieren. Die Reaktionsprodukte der Beirut-Reaktion sind vor allem in der pharmazeutischen Industrie von Interesse, da zahlreiche Chinoxalin-N,N'-dioxide antiparasitär und antimikrobiell wirken sowie zur Bekämpfung von Tumoren genutzt werden können. Über die Reduktion von Chinoxalin-N,N'-dioxiden können außerdem Phenazin-Derivate hergestellt werden, die als Grundgerüst für Farbstoffe und Antibiotika dienen.